# Skitsystem
Skitsystem — шведская ди-бит краст-панк-группа из города Гётеборга. Название группы подчёркивает социально-направленную тематику текстов (по-английски название можно интерпретировать как shit system). Группа, собранная из участников различных дэт-метал коллективов города, просуществовала с 1994 по 2007 год. За это время группа выпустила три полноформатных альбома, ряд синглов и три сплита (один — с известными исполнителями грайндкора Nasum).
В конце 2009 года группа заявила о своем намерении собраться снова и отыграть концерт в Гётеборге.

## Дискография

### Студийные альбомы
- 1999 — Grå Värld / Svarta Tankar
- 2001 — Enkel Resa Till Rännstenen
- 2006 — Stigmata

### Синглы
- 1995 — Profithysteri (EP)
- 1996 — Ondskans Ansikte (EP)

### Сплиты
- 1998 — Levande Lik (Сплит с Wolfpack)
- 2002 — 7" Сплит с Nasum
- 2006 — 7" Сплит с Cyness